# Frederick Claude Stern
Frederick Claude Stern ( 1884 - 1967 ) fue un botánico inglés, fue autoridad botánica en Paeonia. Banquero rico comerciante, y exoficial del ejército con un célebre jardín, planteó al botánico austríaco, Stapf (1857-1933) un trabajo conjunto, contribuyendo Stapf en la revisión taxonómica, y Stern las notas hortícolas resumiendo su experiencia en las peonías a partir de 1919 en su jardín en Highdown, cerca de Worthing, Sussex. Y la exquisita ilustradora botánica Lilian Snelling (1879-1972) realizó las imágenes de sus libros.

## Algunas publicaciones
- 1931. “Paeony species”. J. of the Royal Horticultural Society of London 56: 71-77

### Libros
- 1975.  A Chalk Garden. Ed. Faber & Faber, Londres. 175 pp. ISBN 0-571-10189-5
- 1956.  Snowdrops and snowflakes : a study of the genera Galanthus and Leucojum. Ed. Royal Horticultural Society. 128 pp.

## Honores

### Eponimia
Especies
- (Buddlejaceae) Buddleja sterniana Cotton[2]

- (Celastraceae) Wimmeria sternii Lundell[3]

- (Paeoniaceae) Paeonia sterniana H.R.Fletcher[4]

- (Piperaceae) Piper sternii Yunck.[5]

- (Rosaceae) Cotoneaster sternianus (Turrill) Boom[6]

- La abreviatura «Stern» se emplea para indicar a Frederick Claude Stern como autoridad en la descripción y clasificación científica de los vegetales.[7]